# Sufa (Sinaj)
Sufa (hebrejsky: סוּפָה, doslova "Bouře", podle písečných bouří v tomto regionu) byla izraelská osada v bloku osad Chevel Jamit nacházející se v severovýchodním cípu Sinajského poloostrova jihozápadně (podle jiného zdroje 2 kilometry východně) od města Jamit. 
Osada byla založena roku 1974 jako vojensko-civilní sídlo typu "Nachal". 17. ledna 1977 byla proměněna v ryze civilní sídlo typu kibuc. K roku 1977 zde zpráva připravená pro americký senát odhaduje počet obyvatel na 30. V této zprávě je osada nazývána alternativně též Sukkot.
Vesnice byla vystěhována v roce 1982 v důsledku podpisu Egyptsko-izraelské mírové smlouvy. Obyvatelé ze zrušené osady se usadili nedaleko odtud, ve vlastním Izraeli, kde založili stejnojmennou vesnici Sufa.